# Joe Newman
Joe Newman, rodným jménem Joseph Dwight Newman, (7. září 1922 New Orleans – 4. července 1992 New York) byl americký jazzový trumpetista. Narodil se do hudební rodiny a studoval na Alabamské státní univerzitě (zde se stal leaderem univerzitní kapely Bama State Collegians). V roce 1941 začal hrát s Lionelem Hamptonem, avšak brzy se stal členem orchestru Counta Basieho, s nímž hrál řadu let. Během své kariéry spolupracoval s desítkami dalších hudebníků, mezi něž patří například Yusef Lateef, Oliver Nelson, Freddie Green, Illinois Jacquet a Kai Winding. Rovněž vydal řadu vlastních alb.